# Anglo-franska kriget (1202–1214)
Anglo-franska kriget var ett krig mellan Kungariket Frankrike och Kungariket England. Kriget utkämpades främst i Normandie, där Johan av England stred mot kung Filip II August av Frankrike om herravälde. I slutet av kriget kom det avgörande slaget vid Bouvines, där Filip besegrade England och dess allierade.
Kungen av England, som hertig av Normandie, var tvungen att försvara sitt territorium nära Paris mot kungen av Frankrike. Det var anledningen till att Normandie var en av platserna i kriget. Tidigare stred Rikard I Lejonhjärta mot Filip II August av Frankrike där. När hans efterträdare, Johan av England, steg till tronen, stred han för att expandera sitt imperium. Först iscensatte han sin fälttåg i Normandie för att rivalisera mot Filip över kontroll över alla länder. Han förlorade mycket territorium upp till det stora slaget vid Château Gaillard från 1203 och 1204.
Den anglo-normandiska armén retirerade till slottet och höll sin position. Även om alla deras undsättningsförsök misslyckades, höll de ut i åratal. Snart beordrade Filip sina män att klättra upp på garderober eller toalettrännor. Smyganfallen resulterade i slottets fall.
År 1214, när påve Innocentius III sammansatte en allians av stater mot Frankrike, registrerade Johan sig. De allierade mötte Filip nära Bouvines. I slaget vid Bouvines vann Filip med mindre mängd trupper på grund av användningen av avfattade lansar. Segern för Frankrike slutade i erövringen av Flandern och nederlag på varje försök från Johan att återfå sina förlorade territorier.